# برشاوشان وافر
برشاوشان وافر (الاسم العلمي:Adiantum amplum) هو نوع من النباتات يتبع جنس البرشاوشان من الفصيلة الديشارية.